# Malmö Redhawks
Malmö Redhawks – szwedzki klub hokejowy z siedzibą w Malmö.

## Dotychczasowe nazwy
- Malmö FF Ishockey (1947−1972)
- Malmö IF (1972−2001)
- MIF Redhawks (2001−2004)
- Malmö Redhawks (od 2004)

## Sukcesy
- Złoty medal mistrzostw Szwecji: 1992, 1994
- Złoty medal mistrzostw Allsvenskan: 1990, 2006
- Awans do Elitserien: 2006
- Puchar Europy: 1993
- Trzecie miejsce w Pucharze Europy: 1994